# 火の接吻
『火の接吻』（ひのせっぷん、仏語: Les amants de Vérone）は、1949年に公開されたアンドレ・カイヤット監督によるフランスのドラマ映画。
映画はウィリアム・シェイクスピアの戯曲『ロミオとジュリエット』を元にしており、この映画は脚本家のジャック・プレヴェールと監督のアンドレ・カヤットの共同プロジェクトとして国際的に大きな成功を収めた。この映画はイタリアで1949年、国際的には1951年に公開された 。

## あらすじ
ムラーノの若いガラス細工職人アンジェロはガイドのラファエレと共に見学に来た映画女優のベッティナを好きになってしまう。ベッティナは新作映画『ロミオとジュリエット』の撮影で使用する時代にあった調度品を探しにプロデューサーと共にムラーノを訪れていたのだった。ラファエレはベッティナらをサン・マルタン運河にほど近いマリア邸に案内する。マリア家はかつてはヴェニスの名門貴族であったが今は没落しており、当主エットォレは家名を誇り昔日を夢見るだけ。従弟アメデオは戦傷が元でおかしくなって機関銃を射つ真似事ばかり。エットォレの妻ルチア、家政婦レティティアも風変りで、ただ一人、エットォレの娘ジョルジアが例外であった。ラファエレはマリア邸を財政的に援助しており、ジョルジアの婚約者を主張していた。
ジョルジアはベッティナに働き口を頼み、翌日、撮影所に行ってベッティナのスタンドインの仕事を得る。アンジェロはベッティナを一目見ようと撮影所を訪れるが、エキストラと間違えられ衣裳を着せられる。撮影は第二幕第二場、有名なバルコニーのシーンだった。ロミオ役の役者が高い縄梯子に尻ごしみたため、アンジェロが急遽スタンドインとして縄梯子に登らされる。バルコニーにはジュリエットに扮したジョルジアがいた。アンジェトとジョルジアは顔を見合わせた瞬間に激しい恋におちてしまう。
ヴェローナの旧跡でのロケーションにはジョルジアとアンジェロも同行することになり、2人は夢のような日々を過ごす。しかし、ジョルジアの保護者として同伴していたレティティアの密告で2人の想いはラファエレの知るところになる。ジョルジアを連れ戻しにきたラファエレは一夜を過ごしバルコニーにいた2人の姿を目撃して激怒。与太者を雇ってアンジェロを殺害させようとしたが、これには失敗する。家名を重んじるエットォレは娘に手を出したアンジェロを憎み、レティティアを使ってアンジェロをマリア邸に呼び出して殺害しようとしたが、これもアンジェロは避ける。しかし、アメデオの機関銃弾を受けてアンジェロは重傷を負ってしまう。マリア邸を訪れていたラファェレもこの機関銃の巻ぞえで即死した。アンジェロは重傷を負ったまま撮影所にたどりつくが、セットの陰でジョルジアの腕に抱かれながら息を引き取った。ジョルジアもガラスの破片で動脈を切って自決した。

## キャスト
| 役名        | 俳優                   | 日本語吹替                                                       |
| 役名        | 俳優                   | TBS版                                                            |
| ----------- | ---------------------- | ---------------------------------------------------------------- |
| アンジェロ  | セルジュ・レジアニ     | 古川登志夫                                                       |
| ジョルジア  | アヌーク・エーメ       | 岡本茉利                                                         |
| ラファエレ  | ピエール・ブラッスール | 中田浩二                                                         |
| ベッティナ  | マルティーヌ・キャロル |                                                                  |
| アメデオ    | マルセル・ダリオ       |                                                                  |
| 不明 その他 |                        | 家弓家正 田口昂 水鳥鉄夫 千葉順二 麻生美代子 土井美加 相生千恵子 |
|             |                        |                                                                  |
| 演出        | 演出                   | 水本完                                                           |
| 翻訳        | 翻訳                   | 吉田由紀子                                                       |
| 効果        |                        |                                                                  |
| 調整        |                        |                                                                  |
| 制作        | 制作                   | ザック・プロモーション                                           |
| 解説        |                        |                                                                  |
| 初回放送    | 初回放送               | 1983年11月19日 『土曜映画劇場』                                  |